# Luangwa (Distrikt)
Luangwa ist einer von sechs Distrikten in der Provinz Lusaka in Sambia. Er hat Fläche von 3866 km² und 35.930 Einwohnern (2022). Seine Hauptstadt ist Luangwa. Der Distrikt wurde 1977 gegründet.

## Geografie
Der Distrikt liegt etwa 120 Kilometer östlich von Lusaka. Er liegt im Norden auf einer Höhe von etwa 800 m und fällt im Südosten zur Grenze bis auf 330 m über dem Meeresspiegel ab. Die Südgrenze bildet der Sambesi, die Ostgrenze der Luangwa und die Westgrenze der Chongwe.
Der Luangwa grenzt im Westen an den Distrikt Kafue, im Norden an Rufunsa, im Osten an den Distrikt Zumbo in Mosambik und im Süden an Guruve in der Provinz Mashonaland Central und Hurungwe in der Provinz Mashonaland West in Simbabwe.
Luangwa ist in 15 Wards aufgeteilt:
- Chikoma
- Chiriwe
- Dzalo
- Kabowo
- Kapoche
- Katondwe
- Kaunga
- Lunya
- Mandombe
- Mankhokwe
- Mburuma
- M'kaliva
- Mphuka
- Mwalilia
- Phwazi